# Via dello Sprone
Via dello Sprone è una strada dell'Oltrarno nel centro storico di Firenze, che va da via de' Guicciardini e piazza de' Frescobaldi, dove incontra sia via Maggio sia, determinando un acuto sprone, borgo San Jacopo. Lungo il tracciato si innestano: via de' Ramaglianti, via Toscanella (con il canto ai Quattro Pagoni, probabilmente in riferimento a una famiglia Pavoni che qui un tempo doveva avere le proprie case), piazza della Passera, via de' Sapiti, via del Pavone. 

## Storia
Proprio dall'angolo formato con borgo San Jacopo si è definita la denominazione di via dello Sprone, attestata fin dal Cinquecento, talvolta nella variante Sperone. Dalla stessa forma derivava anche la titolazione precedente, via della Tromba, per la forma assimilabile a quella del cono allungato propria delle antiche 'chiarine'. Tra via Guicciardini e via Toscanella, invece, è attestato il nome di via del Nicchio, presumibilmente in riferimento all'omonimo gonfalone che, assieme a la Scala, la Ferza e il Drago, distingueva il rione del quartiere di Santo Spirito. 
Guardando alla pianta del Buonsignori si nota come, da via Guicciardini, s'entrasse in via del Nicchio attraverso una grande volta. Fra via Toscanella e via de' Vellutini, s'alzava un edificio triangolare che formava quasi uno spartitraffico, fra le strade lì convergenti (demolito per iniziativa privata negli anni 1920, dove sorge piazza della Passera). Per il resto, fino all'angolo di Borgo San Iacopo, l'andamento era come l'attuale, a sprone o a tromba. 
Attualmente, dopo le distruzioni belliche del 1944, la volta è sparita e da via Guicciardini si entra in via dello Sprone fra edifici di nuova costruzione.

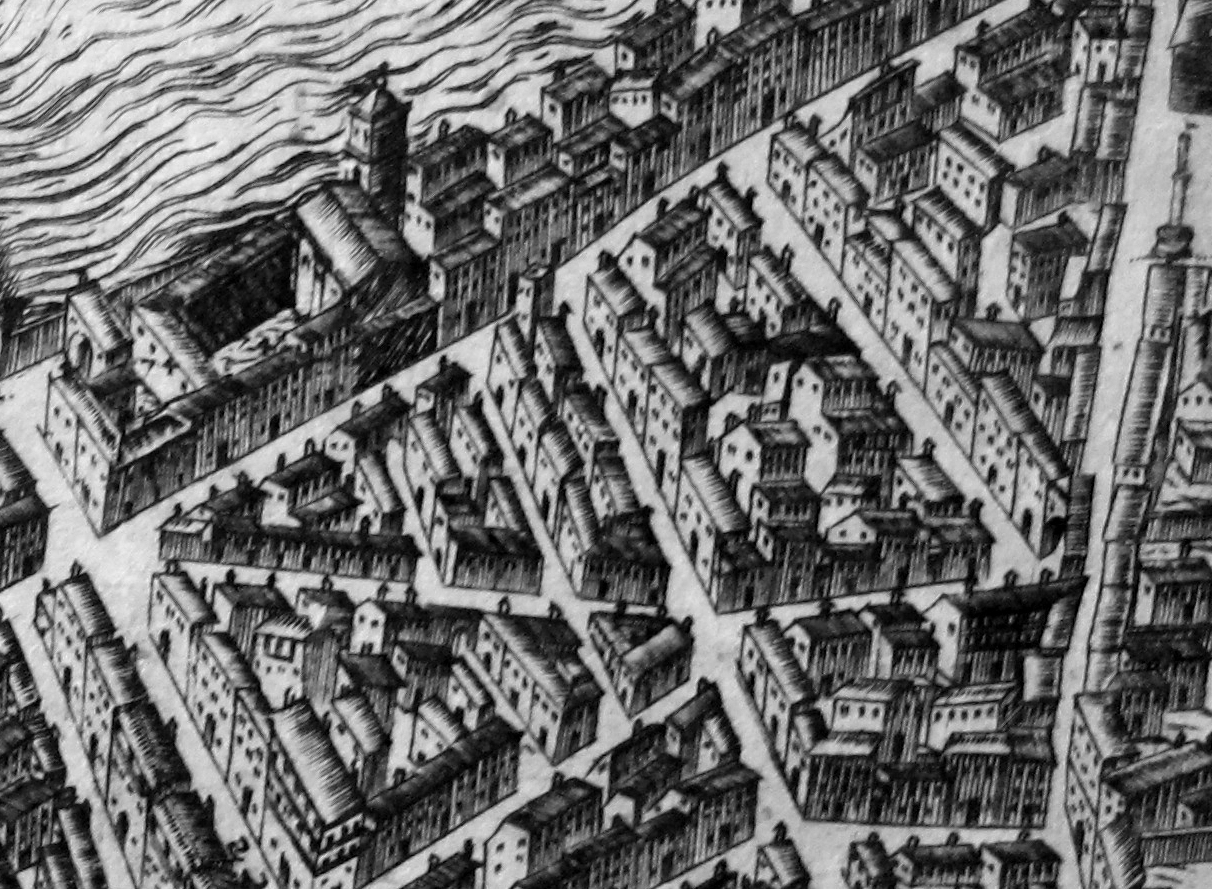
Via dello Sprone nella pianta del Buonsignori
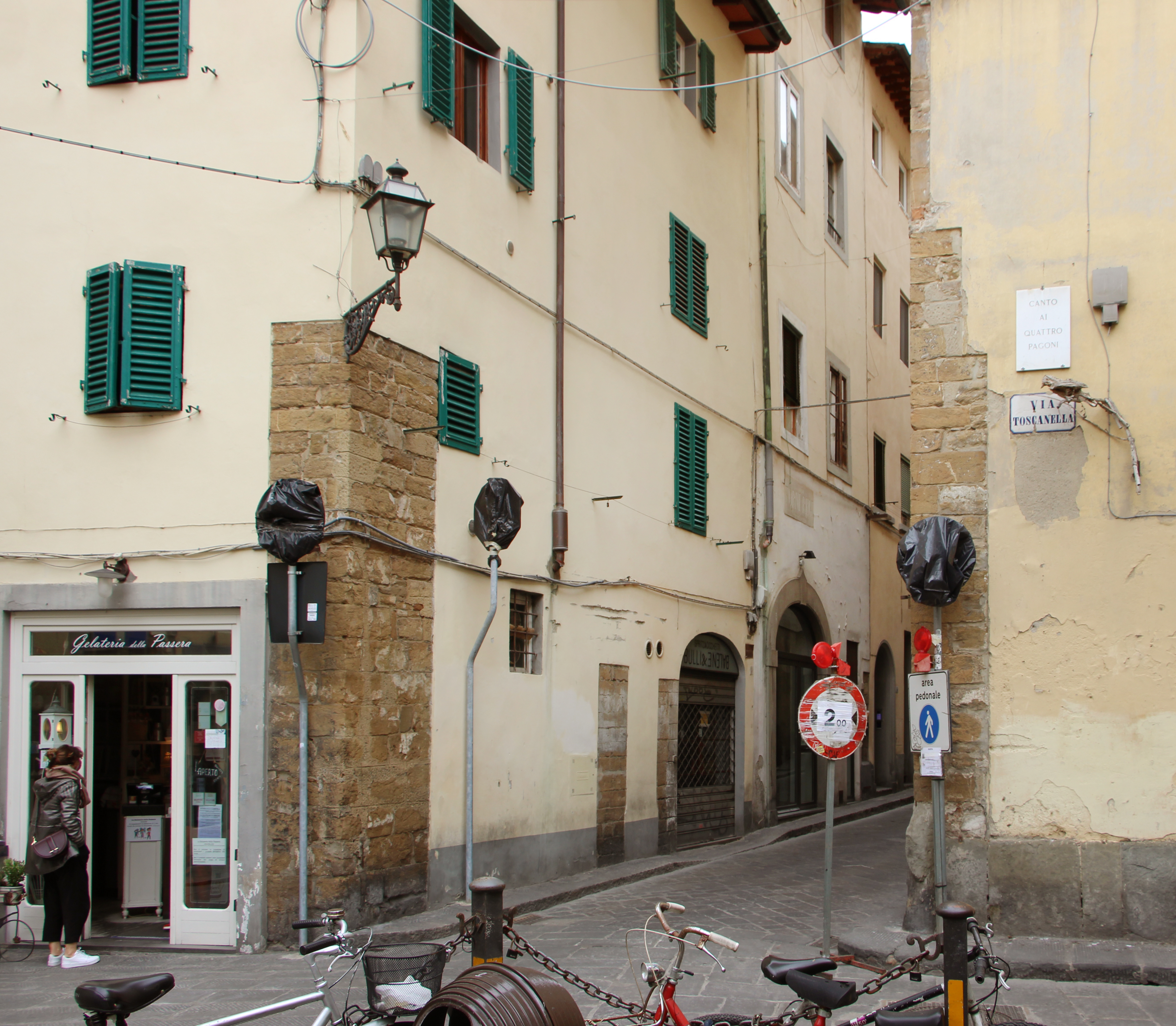
Angolo con via Toscanella
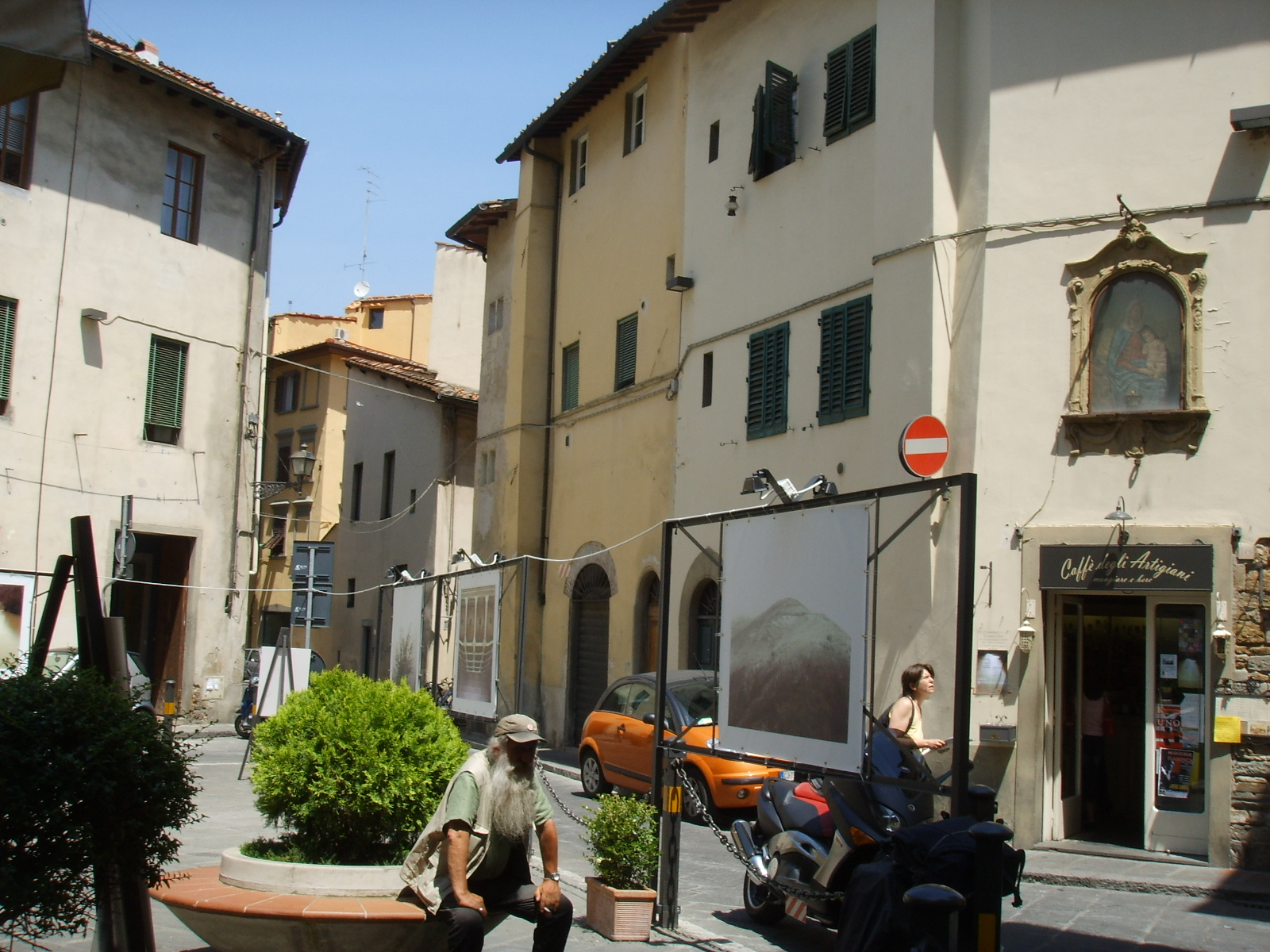
Imbocco della strada da via della Passera

## Descrizione
Nonostante tali trasformazioni, la strada conserva carattere antico e popolare, in modo particolare in corrispondenza con la piazza della Passera, recentemente rivitalizzata dalla presenza di trattorie e di altri esercizi commerciali che l'hanno nuovamente restituita alla vita del rione.

### Edifici
| Immagine | N°      | Nome                          | Descrizione |
| -------- | ------- | ----------------------------- | --- |
|          | 1       | Palazzina INA                 | L'edificio fu realizzato su progetto del 1954 di Giovanni Michelucci, con un cantiere diretto da Ferdinando Poggi tra il 1955 e il 1958. L'edificio è costituito da due corpi serviti da scale indipendenti ma uniti da un voltone che immette in una piazzetta interna e in collegamento con piazza Pitti. Il piano terreno è occupato da negozi. Nel corpo su via Guicciardini è stata adottata una soluzione di appartamenti in duplex serviti da un ballatoio, mentre il blocco su via dello Sprone comprende due appartamenti per piano. La notevole libertà planimetrica nella concezione degli alloggi, l'uso raffinato dei materiali, la misura degli spartiti e l'articolazione delle parti qualificano quest'opera, fortemente suggestiva dell'immagine delle case torri medioevali. |
|          | 1/6     | Torre dei Benizzi             | L'edificio prospetta con due suoi lati nella corte dell'edificio INA realizzato da Giovanni Michelucci a risarcire quest'area dalle distruzioni operate dalle mine poste dall'esercito tedesco in ritirata nell'agosto del 1944. Si sviluppa per cinque piani, con l'ultimo segnato da una loggetta coperta a doppio spiovente e chiusa a vetri. Nella muratura, oggi intonacata, sono stati lasciati a vista nella parte basamentale, oltre ad ampie superfici a filaretto, vari elementi architettonici in pietraforte, a disegnare sui fronti archi, monofore e parti dell'originario rivestimento della fabbrica medievale che qui insisteva e che venne in buona parte distrutta. Il lato nord presenta al piano terreno una piccola finestra inginocchiata, databile tra Cinquecento e Seicento, oltre ad altre aperture rettangolari e ad arco, memori dell'edificio due trecentesco.          |
|          | 2       | Casa                          | L'edificio, che guarda su via dello Sprone con un fronte di tre piani e due assi, determina una possente cantonata con via de' Ramaglianti, a ricordare l'antico tessuto urbano che qui insisteva prima delle distruzioni dell'ultima guerra mondiale. Nonostante si presenti all'esterno con le superfici intonacate e prive di memorie storiche (eccezion fatta per il portoncino d'ingresso profilato in pietra serena e un pietrino con l'insegna dell'Arte della Lana all'altezza del primo piano), mostra le sue antiche origini nello sperone angolare e nel netto prevale dei piani sui vuoti, soprattutto dal lato di via de' Ramaglianti. Sul fronte è una lapide che ricorda come qui abbia abitato Omero Cambi (1902-1965), giornalista e poeta. |
|          | 4       | Casa Baccelli                 | La casa presenta un prospetto di disegno oltremodo semplice, per quanto proprio in questa semplicità memore di una antica fondazione. Delle antiche vestigia documentano d'altra parte il piccolo arco ribassato e l'accesso architravato (con parte del pietrame sostituito) posto nella porzione basamentale a destra. Al centro del fronte è uno scudo con l'arme della famiglia Baccelli, già Mazzinghi da Peretola (qui senza smalti, ma d'azzurro, a due mazze d'arme decussate d'oro, accantonate da quattro pere dello stesso, fogliate di due pezzi di verde), arricchito da un cartiglio con iscrizione non leggibile, vuoi per lo stato di conservazione vuoi per la distanza dalla strada. Un altro scudo, con arme diversa ma non leggibile, è sull'architrave prima segnalata: potrebbe trattarsi di un pietrino di Santa Maria Novella, con una stella sulla parte superiore, cappata. |
|          | 6       | Casa                          | Si tratta di un ampio casamento, con una facciata che attualmente si presenta configurata per sei assi su quattro piani, del tutto priva di particolarità architettoniche. La segnalazione vale per la presenza sul fronte di due pietrini erosi (uno in prossimità del portone posto a sinistra, l'altro sull'accesso a un vano terreno oggi esercizio commerciale), ancora leggibili come recanti l'immagine di una colonna sostenente due rami di palma, insegna della vicina chiesa di Santa Felicita, a indicare come un tempo l'immobile facesse parte delle sue proprietà. |
|          | 10r-12r | Antichi Forni Regi            | L'edificio presenta un prospetto di disegno modesto, privo di elementi architettonici di rilievo, articolato su quattro piani per due assi e caratterizzato per l'alta parte basamentale dove è un ampio accesso con arco ribassato, ora vetrina di un esercizio commerciale. Su questo è una ampia lastra marmorea con l'iscrizione "Antichi Forni Regi" (apparentemente databile entro il primo quarto dell'Ottocento) evidentemente a indicare l'antica presenza nel luogo di un fornaio al servizio della corte di palazzo Pitti. Dalla presenza di questo opificio anche la via Toscanella, nel tratto dal borgo San Jacopo a via dello Sprone, si è chiamata prima di assumere l'attuale denominazione via del Forno. |
|          | 3       | Palazzo Mazzei                | L'edificio determina la cantonata tra via dello Sprone e via Toscanella a guardare piazza della Passera e, nonostante le modifiche al disegno dei prospetti succedutesi nel corso dei secoli, conserva ancora il carattere di una nobile fabbrica cinquecentesca. In particolare lo si apprezza dal lato di via dello Sprone, con un fronte articolato su tre piani per cinque assi, con il portone incorniciato da bozze di pietra disposte a raggiera a definire un arco a tutto sesto, così come accade per le finestre del primo piano, allineate sul ricorso in pietra. Più compromesso nei suoi caratteri originari il fronte di via Toscanella, sviluppato per complessivi sette assi. L'edificio è stato oggetto di un intervento di restauro nei primi anni duemila. |
|          | 14      | Casa                          | La casa che determina l'angolo nord-ovest con via de' Sapiti mostra un aspetto cinquecentesco, nel ricorso alle cornici di pietra per il portale centrale e per le finestre, che hanno dimensioni e altezze irregolari, disposte comunque su due piani e tre assi. Se lo stemma col giglio fiorentino su via dello Sprone è un'aggiunta recente in stile, antico sembra quello nell'avancorpo più basso che si protende verso via del Pavone. La casa è statat tinteggiata di rosso e presenta, sulla cantonata, un arrotondamento che facilitava il passaggio delle carrozze, a testimoniare come in questa zona si trovassero le rimesse e le stalle dei palazzi affacciati su borgo San Jacopo e via Maggio. |
|          | 16      | Casa                          | L'edificio forma un ulteriore sprone sulla via, impostandosi tra questa e la secondaria via del Pavone. Le facciate, organizzate su quattro piani, denotano i frutti della riconfigurazione delle precedenti case che qui insistevano. Sull'architrave dell'accesso segnato 20 rosso, a documentare ugualmente di un'antica storia, è un pietrino con le insegne dell'ospedale di San Matteo. |
|          | 20      | Casa Frescobaldi dello Sprone | L'edificio determina l'acuta cantonata tra borgo San Jacopo e via dello Sprone con un basso corpo di fabbrica superiormente a terrazza con, al vertice, una piccola loggia aggettante su mensole a fungere da belvedere sulle strade che qui si incontrano. Sul fronte arretrato della casa è posto un busto in marmo raffigurante il granduca Ferdinando I de' Medici, con relativa iscrizione dedicatoria e la data 1595. Lo sprone, in pietra, è arricchito da uno scudo con l'arme dei Medici e da una fontana (da considerare non di pertinenza della casa ma squisito elemento di arredo urbano). |

### Monumenti

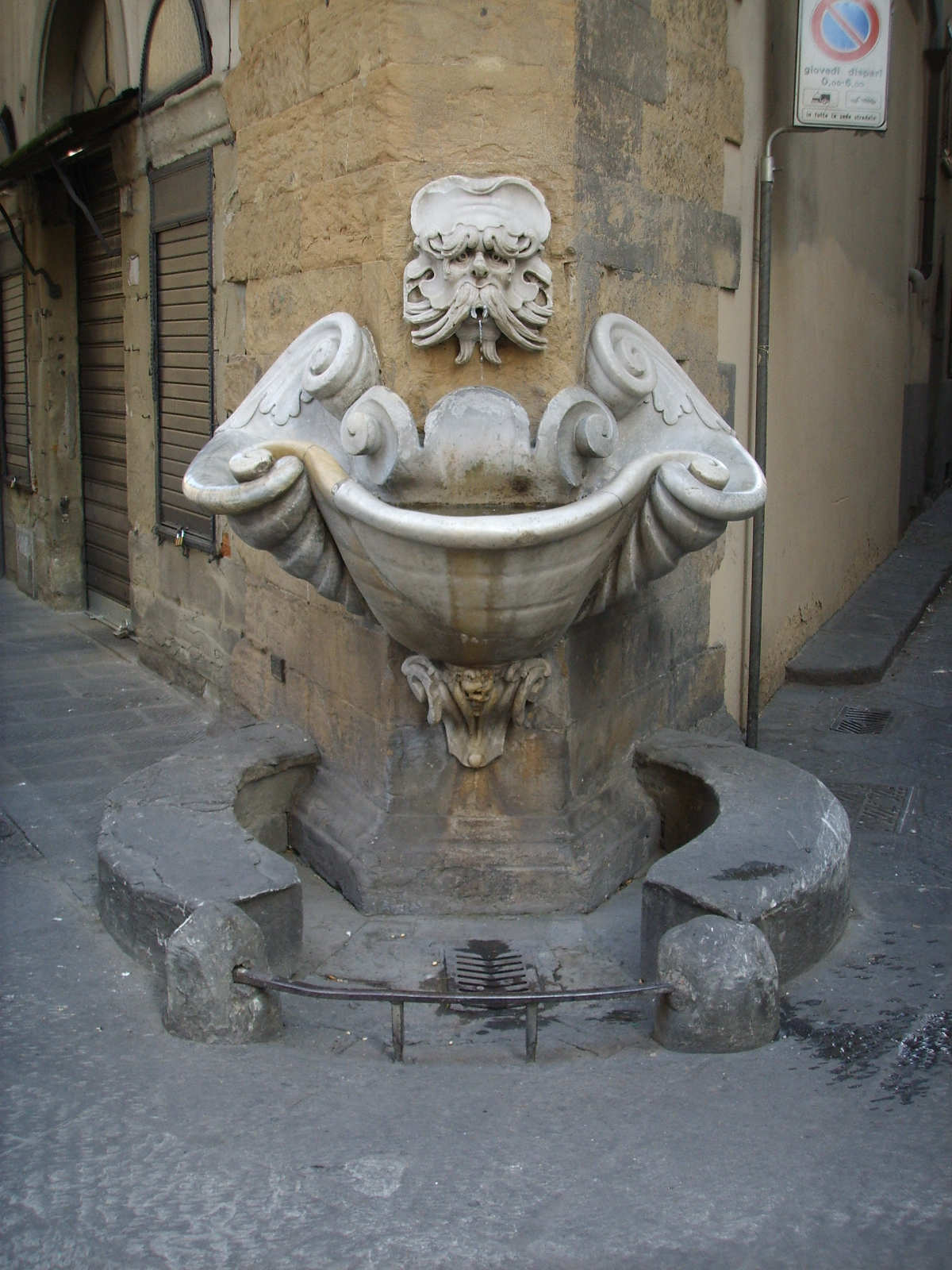
Fontana dello Sprone

Alla biforcazione tra borgo San Jacopo e via dello Sprone si invece la fontana dello Sprone. Recentemente si è chiarito come la fontana non sia un'opera di Bernardo Buontalenti del 1608 circa, come si era sempre creduto, ma che sia stata in realtà allestita al termine dei lavori dell'acquedotto voluto da Ferdinando II, nel 1638-1639, ed eseguita dallo scultore Francesco Generini. Lo sprone, in pietra, è arricchito da uno scudo con l'arme dei Medici e da una fontana (da considerare non di pertinenza della casa ma squisito elemento di arredo urbano) con la vasca a forma di conchiglia e con lo zampillo che esce da un mascherone grottesco, il tutto di pretto gusto tardo manierista, ed era realizzata in modo da creare una cascata sul davanti, che finiva nella vasca sottostante di raccolta e smaltimento dell'acqua.

### Lapidi
Al n. 2 una lapide ricorda l'abitazione di Omero Cambi, giornalista e poeta:
| Abitò in questa casa OMERO CAMBI 1902 · 1965 Giornalista e Poeta _ A quarant'anni dal suo ingresso nel Sabato senza tramonto _ Il Comune di Firenze 20 Marzo 2005 |

Più avanti si trova la già citata insegna degli "Antichi Forni Regi", sicuramente spostata a questa insolta altezza da uno dei fondi sulla strada.

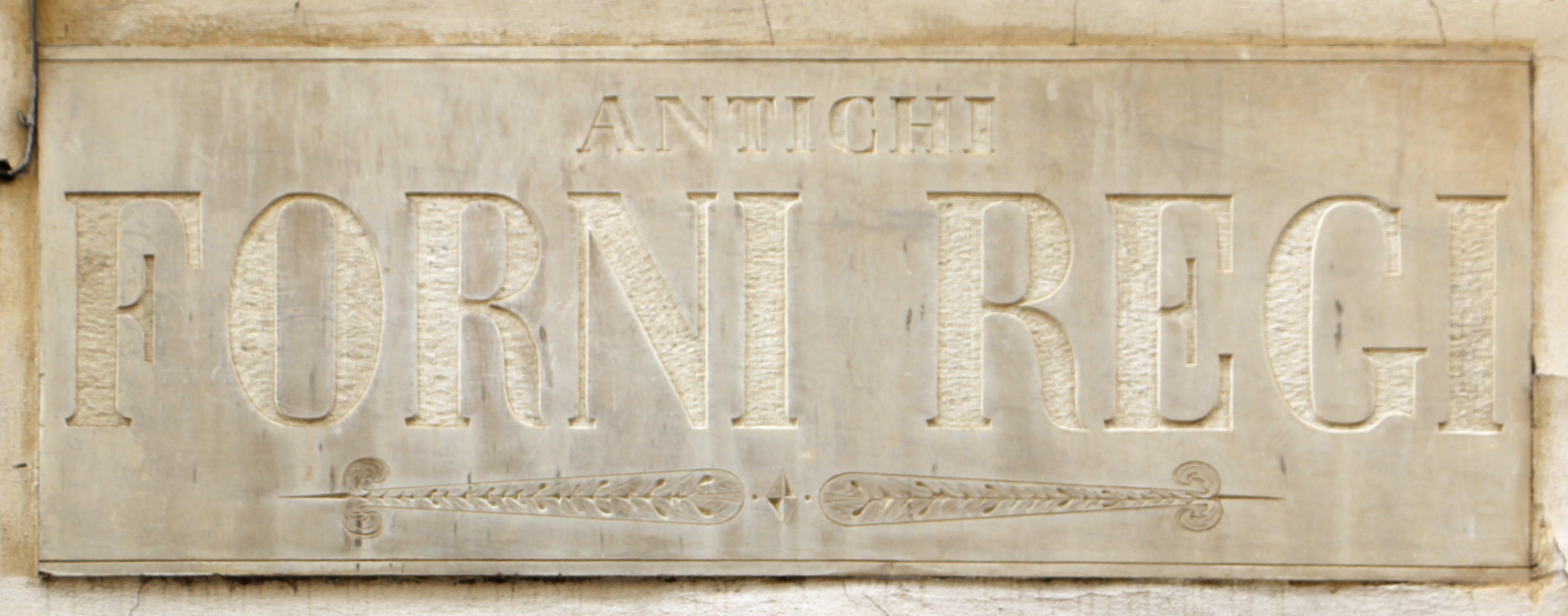

Esiste anche un'iscrizione sotto il busto di Ferdinando I de' Medici della Casa Frescobaldi dello Sprone:
| FERDINANDI MEDICI MAG · HETRVRIAE DVCI III OPTIMO PRINCIPI BENEFACTORI SVO M.D.XCV. |

Traduzione: «A Ferdinando de' Medici, terzo granduca di Toscana, ottimo sovrano e benefattore suo (del proprietario della casa), 1595».

### Tabernacoli

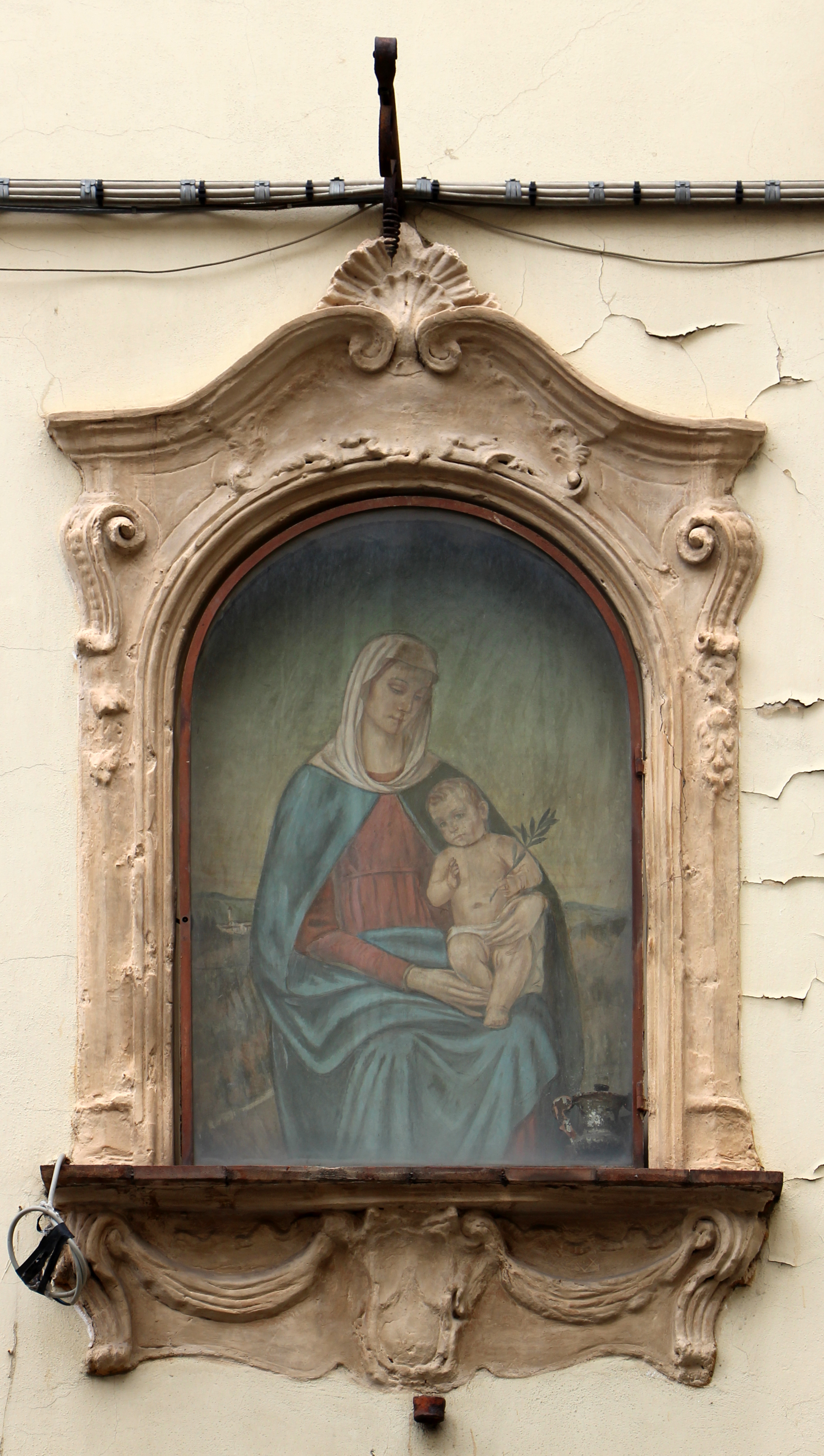
tabernacolo

Affacciato su piazza della Passera ma sopra un portone che nella numerazione afferisce sempre a via dello Sprone, in angolo con via Toscanella, si trova un tabernacolo a forma di nicchia centinata, incroniciato in pietra, contiene all'interno una Madonna col Bambino ridipinta nel 1952, ma che potrebbe risalire alla fine del XVII secolo. La cornice, in stucco, ha un aspetto della seconda metà del Settecento, e alla base ha uno stemma cappato forse da mettere in relazione con uno stemma di Santa Maria Novella che si trova all'inizio della strada, e che ricorderebbe il possesso di questi edifici da parte dei frati Domenicani.